# Słodycze

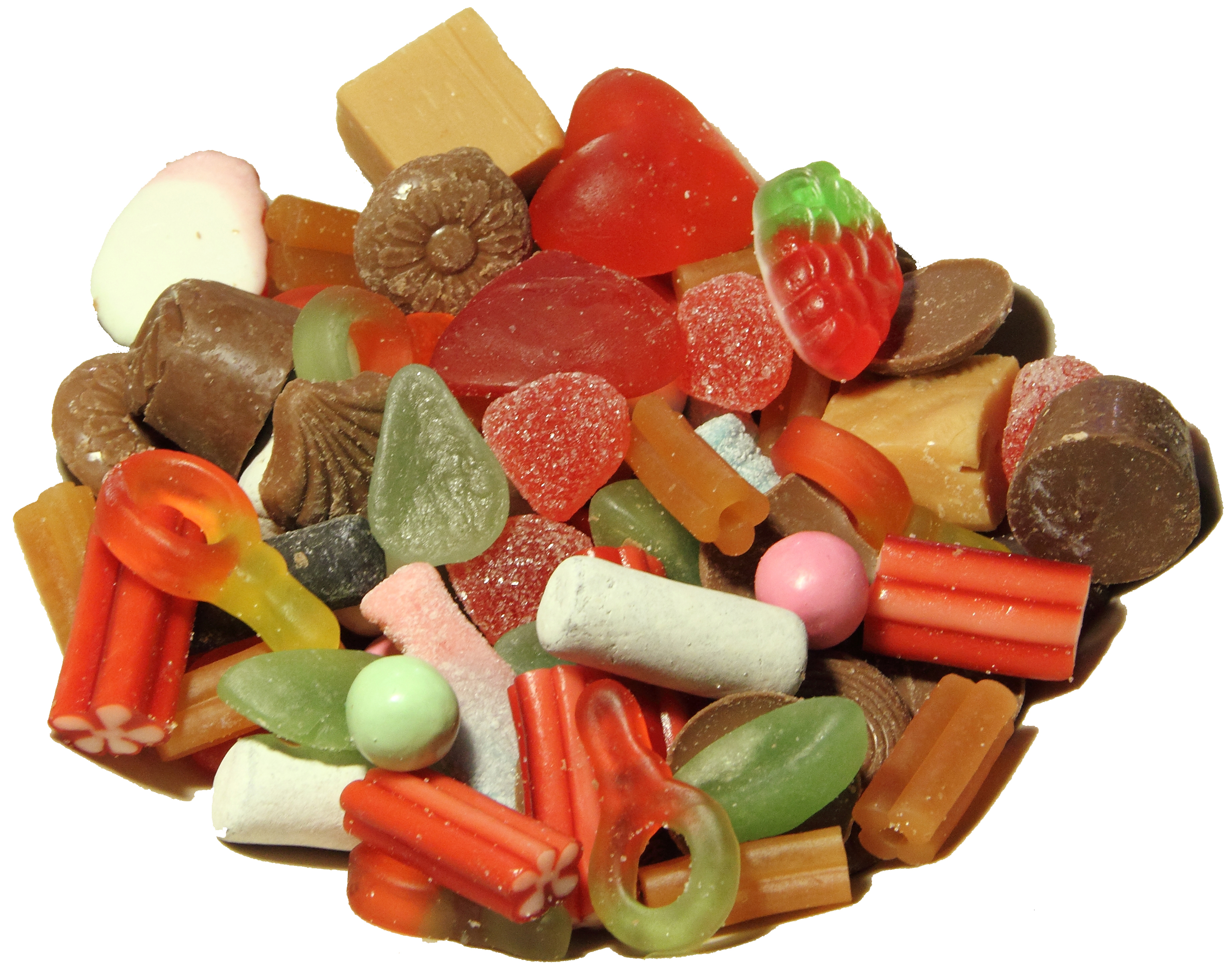
Słodycze

Słodycze – trwałe wyroby cukiernicze, charakteryzujące się głównie słodkim smakiem oraz wysoką zawartością cukrów.
Są to zwykle produkty o stałej konsystencji, produkowane z cukru (lub słodzików) z dodatkiem mleka, wody, kakao, wiórków kokosowych i bakalii. Słodycze są najczęściej sztucznie aromatyzowane i sztucznie koloryzowane różnymi barwnikami spożywczymi. Słodycze spożywane są zazwyczaj między głównymi posiłkami.
Do słodyczy zalicza się m.in.:
- cukierki
- czekoladę
- ciastka
- wafelki
- batony
- pakowane galaretki
- żelki.